# Government House (Neuseeland)

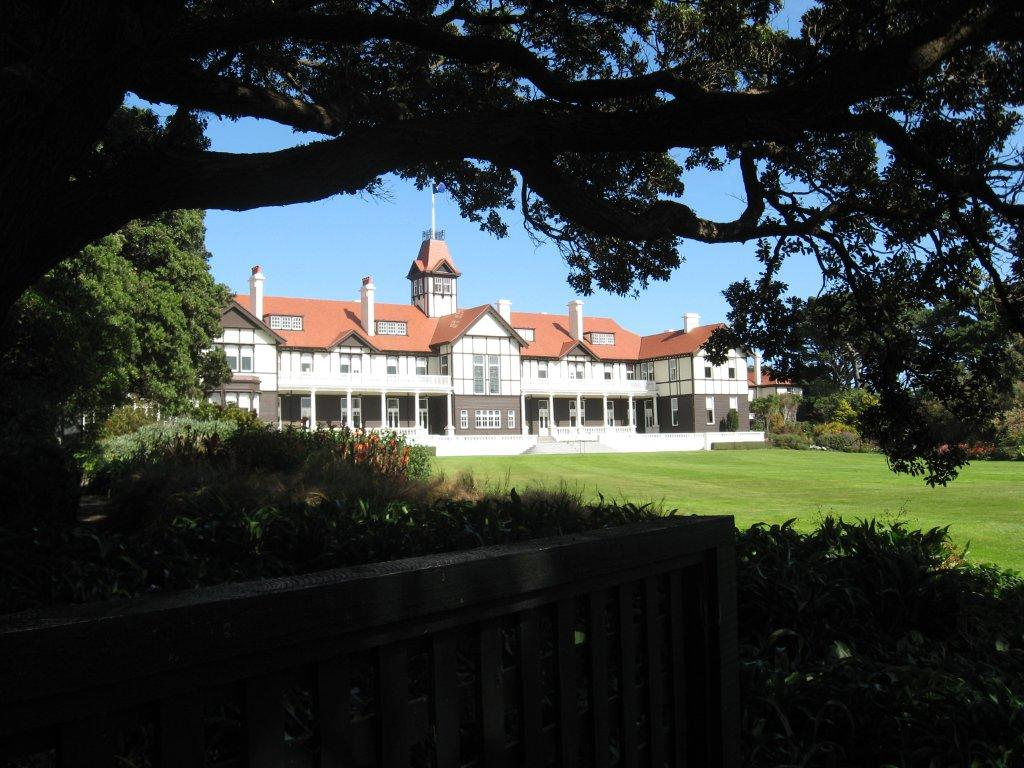
Das Government House in Wellington, Sitz des Generalgouverneurs von Neuseeland

Mit Government House wird in Neuseeland heute üblicherweise die Residenz des Governor-General in Wellington bezeichnet.
Doch Neuseeland besitzt aktuell zwei Häuser, das Government House in Wellington, das als Hauptresidenz für den Generalgouverneur dient und das Government House in Auckland, für andere Anlässe. Schaut man jedoch zurück in Neuseelands bewegte Geschichte, zählt man neun Häuser, die zu unterschiedlichen Zeitpunkten und Zeiträume als Government House für die jeweiligen Gouverneure und Generalgouverneure dienten.
Die Bezeichnung Government House kann etwas verwirren, meint sie doch übersetzt das Haus der Regierung und zumal es in Auckland und in Wellington noch zwei weitere Gebäude gibt, die heute als Old Government House bezeichnet werden und ehemals Sitz der Regierung waren, macht dies das Verständnis in Bezug auf die Bezeichnung Government House nicht einfacher.

## Residenzen der Gouverneure in Wellington

### Das erste Haus
Das erste als Government House bezeichnete Gebäude stand in Wellington unweit der Stufen des heutigen Parlamentsgebäudes und war die Villa von William Wakefield, Vertreter der New Zealand Company in Neuseeland und 1840 Gründer der Stadt Wellington. Obwohl das Gebäude nach Wakefields Tod und nach dem schweren Marlborough-Erdbeben von 1848 als Hospital genutzt wurde, gibt es Aufzeichnungen, dass am 10. Februar 1849 der erste Government House Ball in dem Gebäude ausgerichtet wurde.
1865 zog der Gouverneur George Edward Grey in das Haus und wohnte dort bis zum Ende seiner Amtszeit 1868. 1871 wurde das Haus abgerissen.

### Das zweite Haus
Das zweite Government House wurde 1868 an dem Ort in Wellington errichtet, an dem heute das Beehive steht. Das Gebäude diente zehn Gouverneuren, 1868 angefangen von George Ferguson Bowen bis William Plunket im Jahr 1907. In diesem Jahr wurde das General Assembly Gebäude durch ein Feuer zerstört und man benötigte das Government House für die parlamentarischen Debatten. Nachdem es später noch über viele Jahre als Restaurant für die Parlamentarier gedient hatte, wurde es 1969 abgerissen.

### Temporäres Haus in Palmerston North
Während in Wellington ein neues Government House geplant und gebaut wurde, verlegte der Gouverneur William Plunket seinen Amtssitz nach Palmerston North. Die Regierung mietete 1908 das Haus von dem britischen Geschäftsmann John Henderson Pollok Strang. So wurde sein Haus bis zum Jahr 1910 zum Government House vorübergehend umfunktioniert. Heute ist das Haus als Caccia Birch House bekannt und befindet sich im Besitz des Palmerston North City Council.

### Das dritte Haus
Das dritte Government House in Wellington wurde zwischen 1908 und 1910 erbaut und dient heute noch als Residenz des Generalgouverneurs von Neuseeland. Der erste Gouverneur, der das Haus bezog war John Poynder Dickson.

### Temporäres Haus in Lower Hutt
Während der Renovierungsarbeiten an dem Government House in Wellington in den Jahren 2009 und 2010, bezog der Generalgouverneur Anand Satyanand das sogenannte Vogel House in Lower Hutt. Das Haus war ein Hochzeitsgeschenk für Jocelyn Riddiford, als sie 1932 James Vogel, den Enkel von Julius Vogel (1835–1899), heiratete. 1966 schenkte sie das Anwesen der Regierung als Residenz für den Premierminister. Während der Nutzung als Government House wurde das Gebäude in Government House Vogel umbenannt.

## Residenzen der Gouverneure in Auckland

### Das erste Haus
Das erste Government House in Auckland wurde vom ersten Gouverneur Neuseelands William Hobson 1841 erbaut. 250 Tonnen Baumaterial sollen seinerzeit von England aus für den Bau des Hauses nach Auckland geschafft worden sein. Am 23. Juni 1848 fiel das Haus einem Feuer zum Opfer und brannte bis auf den Grund nieder.

### Das zweite Haus
Das zweite Government House in Auckland wurde 1857 zerstört.

### Das dritte Haus

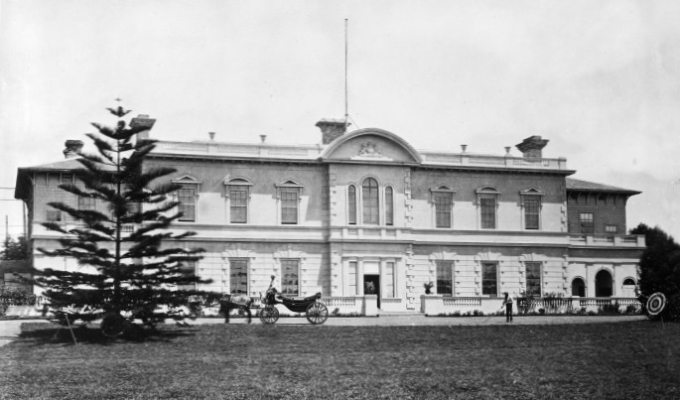
Das Government House in den 1880er Jahren in Auckland

Das dritte Government House wurde 1856 in Auckland errichtet und ist heute als das Old Government House bekannt. Es befindet sich an der Ecke Princes Street und Waterloo Quadrant und war der Sitz der Regierung bis 1865, als Wellington die Hauptstadt von Neuseeland wurde. Danach wurde es als zweiter Sitz des Gouverneurs und für die Besuche der königlichen Familie des britischen Empires genutzt. Das Gebäude liegt heute auf dem Campus der University of Auckland  und befindet sich seit 1969 in ihrem Besitz.

### Das vierte Haus
Das vierte Government House in Auckland wurde 1962 von Sir Frank Crossley Mappin, einem reichen Obst- und Gemüsefarmer aus Auckland, der Krone geschenkt. Sein Anwesen, zu seiner Zeit „Birchlands“ genannt, wurde zum zweiten Amtssitz des Generalgouverneurs von Neuseeland und ist heute unter dem Namen Government House Auckland bekannt.